# Rien (Frise)
Pour les articles homonymes, voir Rien (homonymie).
Rien est un village néerlandais de la commune de Súdwest-Fryslân en Frise. Rien est situé dans le sud de la commune, au bord du Frjentsjerter Feart (en néerlandais, Franekervaart). En 2009, Rien avait environ 132 habitants.
Historiquement, Rien n'était qu'un hameau dépendant du village de Lytsewierrum. Ainsi, Rien n'a jamais possédé ni église ni école. Depuis 1955, Rien a été promu village, même si la plupart des services se situent toujours à Lytsewierrum. Jusqu'en 1984, Rien faisait partie de la commune de Hennaarderadeel.
Rien est connu pour son marché de chevaux. Le centre du village a un statut de monument historique protégé.